# Tisserin de Bannerman
Ploceus bannermani
Espèce
Statut de conservation UICN

 VU B1ab(i,ii,iii,v) : Vulnérable
Le Tisserin de Bannerman (Ploceus bannermani) est une espèce de passereaux de la famille des Ploceidae. Il mesure environ 14 cm de long.
Son nom commémore l'ornithologue britannique David Armitage Bannerman (1886-1979).

## Répartition
Cet oiseau est endémique du Grassland (Cameroun).

## Habitat
Il habite les montagnes humides tropicales et subtropicales.
Il est menacé par la perte de son habitat.